# Lucrèce Borgia (film, 1912)
Pour les articles homonymes, voir Lucrèce Borgia (homonymie).
Pour plus de détails, voir Fiche technique et Distribution.
Lucrèce Borgia (titre original : Lucrezia Borgia) est un film italien réalisé par Gerolamo Lo Savio, sorti en 1912. 
Ce film muet en noir et blanc est l'un des premiers films mettant en scène l'une des personnalités de la Renaissance italienne, Lucrèce Borgia (1480–1519).

## Fiche technique
- Titre original : Lucrezia Borgia
- Réalisation : Gerolamo Lo Savio
- Scénario : Ugo Falena
- Directeur de la photographie : Raoul Aubourdier
- Société de production : Film d'Arte Italiana
- Société de distribution : Film d'Arte Italiana (Italie) ; Pathé Frères (France) ; Eclectic Film Company (États-Unis)
- Pays d'origine :  Royaume d'Italie
- Langue : italien
- Format : Noir et blanc – 1,33:1 – 35 mm – Muet
- Genre : film historique
- Longueur de pellicule : 720 m
- Durée : 33 minutes
- Année : 1912
- Dates de sortie :
  -  Royaume d'Italie : mai 1912
  -  Espagne : 16 mai 1912
  -  Royaume-Uni : 1er juin 1912
  -  France : 19 juillet 1912 (Cinéma Omnia Pathé[1], 5 boulevard Montmartre, Paris[2])
  -  États-Unis : 1er février 1913
- Autres titres connus :
  -  Espagne : Lucrecia Borgia
  -  Royaume-Uni : Lucretia Borgia
  -  États-Unis : Lucretia Borgia

## Distribution
- Vittoria Lepanto : Lucrèce Borgia (Lucrezia Borgia)[3]
- Giovanni Pezzinga : Alphonse Ier d'Este, duc de Ferrare (Alfonso I d'Este, duca di Ferrara)
- Gustavo Serena : Maffio Riari
- Achille Vitti (it) : César Borgia (Cesare Borgia)